# Партений I Константинополски
Партений I Константинополски (на гръцки: Παρθένιος Α΄) e православен духовник и вселенски патриарх.

## Биография
Родом е от Янина. От 1609 година е анхиалски митрополит, а от 1623 година одрински митрополит. От 1639 година е вселенски патриарх. Ерудиран духовник, Партений провежда умерена и балансирана църковна политика, като се опитва да помири ду двете враждуващи по онова време фракции, последователите на Кирил Лукарис и противниците му, подкрепяни от папата и йезуитите. Свиква Константнополския събор в 1640 година, който одобрява гръцкия превод на „Православното изповедание“ на киевския митрополит Петър Могила, което има антикалвинистки и антикатолически позиции. Партений не преследва фракцията на лукарианците, които го подкрепят при избирането му. Политиката му обаче позволява увеличаване на римокатолическото влияние в Цариград. Така през 1644 година униатът  Панталеон Лигаридис основава гръкокатолическо училище в Пера. Въпреки това през 1643 година патриарх Партений изпраща писмо до френския крал Луи XIV, в което изяснява, че доктриналните различия между православни и католици пречат на съюза на църквите.
В 1645 година е заточен на Кипър и година по-късно отива на Хиос, където е убит.